# حسن الدين سلطان بنتن
الشريف حسن الدين (883 - 978 هـ) قائد سياسي تولى حكم سلطنة بنتن في جزيرة جاوة بإندونيسيا لمدة ستة وأربعين عامًا، وهو أول سلاطينها. ازدهرت سلطنة بنتن في عهده حيث امتد نفوذه إلى منطقة لامبونغ في جزيرة سومطرة وأصبح جانبي مضيق سوندا تحت سيطرته.

## نسبه
حسن الدين بن هداية الله سونن جاتي بن عبد الله بن علي بن جمال الدين الحسين بن أحمد بن عبد الله عظمة خان بن عبد الملك بن علوي عم الفقيه المقدم بن محمد صاحب مرباط بن علي خالع قسم بن علوي بن محمد بن علوي بن عبيد الله بن أحمد المهاجر بن عيسى بن محمد النقيب بن علي العريضي بن جعفر الصادق بن محمد الباقر بن علي زين العابدين بن الحسين السبط بن علي بن أبي طالب، وعلي زوج فاطمة بنت محمد ﷺ.
فهو الحفيد 23 لرسول الله محمد ﷺ في سلسلة نسبه.

## مولده ونشأته
ولد سنة 883 هـ/ 1478 م، ووالدته بنت ملك باجاجاران، ووالده سونن جونونغ جاتي أحد الأولياء التسعة في جزيرة جاوة الإندونيسية. كان رجلًا رشيدًا مثل والده، فقد استمر في نشر الإسلام والعناية بالعلم والتعليم بين الناس.

## توليه سلطنة بنتن
عينه السلطان رادين ترينجانا، سلطان مملكة دماك، واليًا على بنتن وما حولها عام 930 هـ/ 1524 م بعد طرد البرتغاليين من جاوة الغربية على يد والده هداية الله، ثم نصّبه والده سلطانًا عليها عام 959 هـ/ 1552 م.
ازدادت السلطنة تقدمًا وازدهارًا في مدة حكم السلطان حسن الدين، وانتشر الإسلام في مناطق واسعة، وكان التجار المسلمون يفضلون الهجرة إلى بنتن لاعتقادهم بأن سلطنة بنتن قادرة على حماية دينهم وعقائدهم. فصارت بنتن مركزًا لالتقاء التجار ممن لا يرغبون السفر إلى ملقا، فكانوا يقصدون آتشيه وبنتن. واهتم ببناء الحصون، وإنشاء المزارع، وحفر القنوات، وإقامة السدود. ووجه عنايته إلى العلم ببناء المدارس لتعليم الكتابة والحساب واللغة العربية والدين، فسلطنة بنتن أول من بنى المدارس الرسمية بنفقات الحكومة.

## وفاته
توفي في مدينة بنتن سنة 978 هـ/ 1570 م، ودفن في مقبرة مسجد بنتن الكبير. وخلفه ابنه يوسف في حكم السلطنة. وتخليدًا لذكراه أطلق اسمه على جامعة إسلامية حكومية في مدينة سيرانغ عاصمة محافظة بنتن.

### استشهادات
1. ↑  موسى، محمد بن حسن بن عقيل. المختار المصون من أعلام القرون. جدة، المملكة العربية السعودية: دار الأندلس الخضراء. ص. 905.
2. ↑  Focus on Indonesia. Washington, USA: Information Division, Embassy of Indonesia. 1983. ص. 8. مؤرشف من الأصل في 2022-07-14.
3. ↑  المشهور، عبد الرحمن بن محمد (1404 هـ). شمس الظهيرة (PDF). جدة، المملكة العربية السعودية: عالم المعرفة. ج. الثاني. ص. 531. مؤرشف من الأصل (PDF) في 1 مايو 2020. {{استشهاد بكتاب}}: تحقق من التاريخ في: |تاريخ= (مساعدة)
4. ↑  العطاس، علي بن حسين. تاج الأعراس على مناقب الحبيب القطب صالح بن عبد الله العطاس. قدوس، إندونيسيا: منارة قدوس. ج. الثاني. ص. 384.
5. ↑  "Sejarah Hidup Maulana Hasanuddin Pendiri Kesultanan Banten". tirto.id. مؤرشف من الأصل في 2021-05-14.
6. ↑  "Universitas Islam Negeri Sultan Maulana Hasanuddin Banten". مؤرشف من الأصل في 2022-06-15.